# Les Beaux Yeux de Laure
Les Beaux Yeux de Laure est une chanson interprétée par Alain Chamfort pour l'album Le Plaisir sorti en 2003.
Viré de sa maison de disques à la suite des « résultats insuffisants » des ventes de son album invoqués par son label Delabel, filiale d'EMI Group, Chamfort tourne un clip écrit par Pierre-Dominique Burgaud (réalisé par Bruno Decharme) où on le voit avec des pancartes qu'il montre et où il est écrit, outre certains passages du texte de la chanson : « Bon d'accord, je me suis pas cassé pour mon clip. Mais j'ai une excuse. J'ai été viré de ma maison de disques, ils allaient pas en plus me payer un clip, alors j'ai pompé ce clip de Dylan qu'on a tourné en 1 heure ».
L'humour de Chamfort va encore plus loin par la suite : « À propos, si vous avez des concerts, des mariages, des communions, des ouvertures d'hypermarchés, ça m'intéresse. » […] « Si mon dernier album est toujours en vente, c'est une idée-cadeau sympa, il s'appelle Le Plaisir et moi je m'appelle Alain Chamfort ». 
À la fin du clip, il montre les pancartes où il est écrit : « J'en profite pour passer un message personnel. Je cherche une maison de disques. Je suis gentil, propre et bien élevé et j'ai écrit Manuréva ».
Ce clip un peu humoristique fut récompensé de la Victoire de la musique du meilleur clip en 2005.
Depuis, Alain Chamfort a trouvé une nouvelle maison de disques : XIII Bis Records.